# حدیث قلم و کاغذ
حدیث قلم و کاغذ یا حدیث قرطاس یا فاجعه پنج‌شنبه (به عربی: رزية يوم الخميس) به رویدادی اشاره دارد که محمد پیامبر اسلام کمی پیش از مرگش درخواست کرد تا چیزی بنویسد، اما عمر بن خطاب آن را رد کرد. حدیث در هر دو مذهب تشیع و تسنن یاد شده است. و برخی آن را «یکی از پنهان‌ترین صحنه‌ها در تاریخ اسلام» می‌دانند.

## شرح رخداد
محمد در سال ۶۳۲ میلادی بیمار شد و سلامت او در روز پنج‌شنبه به شدت تغییر کرد. گزارش شده است که محمد درخواست قلم و کاغذ کرده تا بیانیه‌ای بنویسد که مانع از گمراهی امت اسلام بشود. عمر بن خطاب با توهین به محمد پاسخ داد: «بایستید! این مرد [محمد] هذیان می‌گوید. کتاب خدا برای ما کافی است. برخی از حاضران به عمر گفتند: «از دستور رسول‌الله اطاعت کن» و بحث و جدلی درگرفت. در این هنگام محمد به حاضران می‌گوید: «بروید و من را تنها بگذارید.»
ابن‌عباس روایت می‌کند:

«هنگامی که رسول خدا در بستر مرگ بود و در خانه چند نفر حاضر بودند از جمله آنها عمر بن خطاب بود. پیامبر گفت: «بگذارید چیزی بنویسم که پس از این شما گمراه نشوید» عمر گفت: «پیامبر به شدت مریض است، قرآن نزد شماست و کلام خدا برای ما کافی است». افراد حاضر در خانه بحث و جدل کردند. عده‌ای گفتند کاغذی بیاورید تا پیامبر وصیتی بنویسد و ما را از گمراهی نجات دهد ولی دیگران حرف عمر را تکرار می‌کردند. چون سخنان زیادی گفته شد و دامنه اختلافات بالا گرفت، رسول خدا فرمود: «از نزد من برخیزید که در حضور من جدال و اختلاف شایسته نیست». به دلیل بحث و جدل پیامبر خدا نتوانست آنچه می‌خواست را بنویسد.»— محمد بخاری، صحیح بخاری
سعید بن جبیر روایت می‌کند که ابن‌عباس می‌گفت: «پیامبر خدا گفت: «برای من قلم و کاغذی بیاورید تا برایتان متنی بنویسم تا (با پیروی از آن) شما هیچ‌گاه گمراه نشوید». عده‌ای گفتند واضح است که پیامبر خدا هذیان می‌گوید.»— مسلم بن حجاج نیشابوری، صحیح مسلم
در این راستا، یکی از مستندات شیعه، احادیث قرطاس در کتاب سُلَیم بن قیس الهلالی و دیگر منابع می‌باشد که در احادیث آن ادعا شده پیامبر در آخرین لحظات حیات، جهت نگارش وصیت خود، صحیفه و دواتی خواسته و علیرغم اختلاف و نزاع جمع حاضر بر سر این موضوع، به ترتیب، دوازده جانشین پس از خود را با نام و نشان به علی املا نموده است.

## رویداد بعدی
پس از مرگ محمد، بعضی از صحابه پیکر او را در هنگام مراسم کفن و دفن ترک کردند و به سقیفه رفتند. در آنجا، عمر با ابوبکر بیعت کرد.

## نقد
برخی از عالمان شیعه و سنی معتقدند که بر اساس متن قرآن امی بودن محمد به معنای سواد نوشتن او بوده است. از طرف دیگر برخی معتقدند امی بودن از لقب شهر مکه (ام‌القری) گرفته شده و محمد هم می‌توانسته بخواند و هم بنویسد.

## دیدگاه‌ها
به گفته مسکین‌زدا، نافرمانی از محمد در این حادثه توسط برخی از نویسندگان اهل سنت، مانند ابن حزم، کم‌اهمیت جلوه داده شده یا به نگرانی صحابه برای فشار بیش از حد بر محمد که بیمار بود از سوی دیگران، مانند حلبی، نسبت داده شده است. برخی، مانند بلاذری، در عوض پیشنهاد کرده‌اند که محمد قصد داشته ابوبکر را به عنوان جانشین خود تعیین کند. در منابع شیعه، این حادثه به عنوان یک مصیبت و فرصت از دست رفته برای تعیین علی به عنوان جانشین شده است.
ویلفرد مادلونگ این دیدگاه را تأیید می‌کند و می‌نویسد که عمر بعداً به ابن‌عباس توضیح داد که محمد قصد دارد علی را به عنوان جانشین خود معرفی کند و او عمر به دلیل اعتقاد به اینکه اعراب علیه علی قیام خواهند کرد از این امر جلوگیری کرد. لزی هزلتون هم دیدگاه مشابهی دارد.
در اهل سنت، این حدیث با ظهور سیاست اجتماعی که پس از مرگ محمد صورت گرفت، مرتبط شده است. به گفته مسکین‌زدا بحث این است که محمد تلویحاً با نحوه عمل جامعه مسلمانان (امت) پس از مرگش موافقت کرده بود؛ بنابراین، از دیدگاه اهل سنت، این حدیث با ظهور احادیثی منسوب به محمد، مانند «امت من هرگز بر خطا توافق نمی‌کنند» پیوند دارد، اندیشه‌ای که توسط متکلمینی چون ابن حزم و ابن سید الناس تداوم یافته است. در مقابل، اگرچه قرآن به مؤمنان توصیه می‌کند که برخی از مسائل را با مشورت حل و فصل کنند، به گفته مادلونگ، جانشینی محمد ممکن است یکی از آنها نباشد. این امر با انتخاب جانشینان برای پیامبران گذشته توسط خدا در قرآن تثبیت شده است.
به گفته میسکین‌زدا، نقطه کانونی داستان، پرسش از مرجعیت دینی محمد است که نمونه آن این جمله عمر است که «تو قرآن داری، کتاب خدا ما را بس است». او پیشنهاد می‌کند که پیام این روایات این است که قرآن برای هدایت مسلمانان کافی است. از سوی دیگر، هزلتون استدلال می‌کند که قرآن کافی نیست، زیرا با عمل محمد (سنت) پس از مرگ او تکمیل شده است. مسلمانان شیعه با استناد به حدیث ثقلین، این موضوع را با سیره امامان خود تکمیل می‌کنند که در آن از مسلمانان خواسته شده است که پس از او از قرآن و اهل بیت او راهنمایی بگیرند.